# Bézac
Bézac község Franciaország Okcitánia régiójában, Ariège megyében. Lakosainak száma 394 fő (2019. január 1.). Bézac Bonnac, Escosse, Pamiers és Saint-Amans községekkel határos.
Új községként 2023. január 1-jén jött létre, amikor a korábbi Bézac Saint-Amans korábbi községgel egyesült. Az egyesüléskor az új község lélekszáma 447 fő lett.

## Népesség
A település népességének változása:
| Lakosok száma | 125  | 136  | 202  | 227  | 270  | 325  | 351  | 355  | 376  | 394  |
|               | 1968 | 1975 | 1990 | 1999 | 2006 | 2013 | 2015 | 2016 | 2018 | 2019 |